# Рассоха, Семён Николаевич
Семён Николаевич Рассоха (1914—1938) — советский военнослужащий, младший командир. Участник вооружённого конфликта у озера Хасан, Герой Советского Союза (1938, посмертно).

## Биография
Родился в 1914 в селе Паклино ныне Баевского района Алтайского края в семье крестьянина. Русский. Образование 7 классов. До призыва на военную службу работал трактористом на машинно-тракторной станции.
В РККА с 1936 года. Участник боёв у озера Хасан в 1938 году.
Механик-водитель танка 303-го отдельного танкового батальона 32-й стрелковой дивизии 1-й Краснознамённой армии младший командир С. Н. Рассоха в районе высоты Безымянная прорвался в глубину обороны противника, уничтожил несколько огневых точек, разрушил инженерные сооружения. Погиб в бою 6 августа 1938 года. Похоронен на поле боя.
Звание Героя Советского Союза присвоено указом Президиума Верховного Совета СССР от 25 октября 1938 года посмертно.

## Награды
- Звание «Герой Советского Союза»;
- орден Ленина.

## Память
- Бюст — установлен в селе Баево Баевского района Алтайского края.
- мемориальная доска — на аллее Славы 32-й стрелковой дивизии, открытой 5 мая 1985 года в парке Победы Омска